# Jörg Freyhof
Jörg Arthur Freyhof (* 4. November 1964 in Ludwigshafen am Rhein) ist ein deutscher Ichthyologe und Fischfotograf.

## Leben und Wirken
Von 1986 bis 1987 besuchte Freyhof die biologische Fakultät der Ruprecht-Karls-Universität Heidelberg und von 1987 bis 1993 die biologische Fakultät der Rheinischen Friedrich-Wilhelms-Universität Bonn. 1993 verfasste er seine Diplomarbeit über die zeitlichen und räumlichen Verteilungsmuster von Jungfischen in der Sieg. Von 1993 bis 2000 war er wissenschaftlicher Assistent am Zoologischen Forschungsinstitut und Museum Alexander Koenig in Bonn. Hier leitete er Forschungsprojekte über die langfristigen Schwankungen innerhalb von Strukturen von Fischgemeinschaften im Rheinbecken und über die Vielfalt und Perspektiven der nachhaltigen Nutzung der Fischfauna im zentralen Gebirgsmassiv von Vietnam. 1997 promovierte er zum Ph.D. mit einer Doktorarbeit über die Wechselwirkungen zwischen dem Lebensraum und den Fischgemeinschaften in der Sieg. Von Juni 2000 bis April 2014 war er Wissenschaftler am Leibniz-Institut für Gewässerökologie und Binnenfischerei im Forschungsverbund Berlin e. V. (IGB).
Freyhofs Forschungsschwerpunkte umfassen die Evolutionsökologie, Biodiversität, Systematik und Artbildung europäischer, türkischer und vietnamesischer Süßwasserfische. Daneben nahm er an Exkursionen nach Kamerun, Ägypten, zur Elfenbeinküste, nach Sierra Leone und China teil.
Zu den von Freyhof erstbeschriebenen Arten zählen unter anderem der Vietnamesische Kardinalfisch, Sewellia albisuiera, Sewellia patella, Schistura susannae, Gobio delyamurei, Proterorhinus tataricus, Salvelinus evasus, Alburnus vistonicus, Capoeta turani und Garra cavernicola.

## Dedikationsnamen
Im Jahr 2016 wurde die Bachschmerlenart Oxynoemacheilus freyhofi aus dem Iran und im Jahr 2017 wurde die Weißfischart Alburnoides freyhofi aus dem Einzugsgebiet des Kızılırmak in der Türkei zu Ehren von Jörg Freyhof benannt.

## Werke (Auswahl)
- als Herausgeber: The biology of the Genus Chondostroma [sic! recte: Chondrostoma] Agassiz, 1835. II International Symposium, October 10–13, 1996 (= Folia Zoologica. Bd. 46, Suppl. 1, ISSN 0139-7893). ÚEK AV ČR, Brno 1996.
- Strukturierende Faktoren für die Fischgemeinschaft der Sieg. Cuvillier, Göttingen 1998, ISBN 3-89712-322-3 (Zugleich: Bonn, Universität, Dissertation, 1997).
- mit Werner Dönni: Einwanderung von Fischarten in die Schweiz. Rheineinzugsgebiet (= Mitteilungen zur Fischerei. Bd. 72, ZDB-ID 1204730-2). Bundesamt für Umwelt, Wald und Landschaft, Bern 2002.
- mit Maurice Kottelat: Handbook of European Freshwater Fishes. Kottelat, Cornol 2007, ISBN 978-2-8399-0298-4.
- mit Emma Brooks: European Red List of Freshwater Fishes Luxembourg: Publications Office of the European Union in Zusammenarbeit mit der IUCN, 2011
- mit Baran Yoğurtçuoğlu, Arash Jouladeh-Roudbar, Cüneyt Kaya: Handbook of Freshwater Fishes of West Asia, DeGruyter 2015, ISBN 978-3-1116-7764-4.